# 收獲3000年
《收獲3000年》，是一部1976年埃塞俄比亞黑白第三電影，由海尔·格里玛執導，講述貧苦農戶受到的剝削、以及反抗者與剝削者之間的不和，獲頒多個獎項。

## 劇情
一個社會地位低賤的農民家庭養牛、犁地為生，遭受富裕地主的蔑視，他是一名西式裝束、對人殘暴的封建領主。農民家庭要在封建制度所施加的野蠻和剝削下掙扎求存。有一位反抗者不滿地主虐待勞工的行徑，兩人的關係漸漸變得長期不和。

## 製作
《收獲3000年》在海爾·塞拉西一世被推翻後社會動盪的時代拍攝，扎根於導演格里瑪的出身和埃塞俄比亞文化；此電影在格里瑪成長的城鎮取景，採用了格里瑪父親創作的詩歌和歌曲。電影運用了長鏡頭和追焦的拍攝手法，但使用了較少剪接，試圖詳細地顯示人類掙扎求存的環境，又以夢境連續鏡頭拍攝現實景象。

## 反響
《收獲3000年》在互聯網電影數據庫獲評7.3分（滿分為10分，數據截至2016年7月），並獲得奧斯卡·麥考克斯最佳長片獎、喬治·薩杜爾獎以及盧卡諾影展大獎。電影導演尼爾·楊給予此電影7分（滿分為10分），形容電影開始的時候像是對鄉村生活人類學描繪，看起來傳統而墨守成規，但後來在格里瑪的手上變得更激進和有趣，觀眾即使不了解後來發生的埃塞俄比亞饑荒，也會欣賞格里瑪描繪埃塞俄比亞風土人情時的威力和獨創性。

## 外部連結
- 互联网电影数据库（IMDb）上《收獲3000年》的资料（英文）
- 爛番茄上《收獲3000年》的資料（英文）